# Marcantonio della Torre

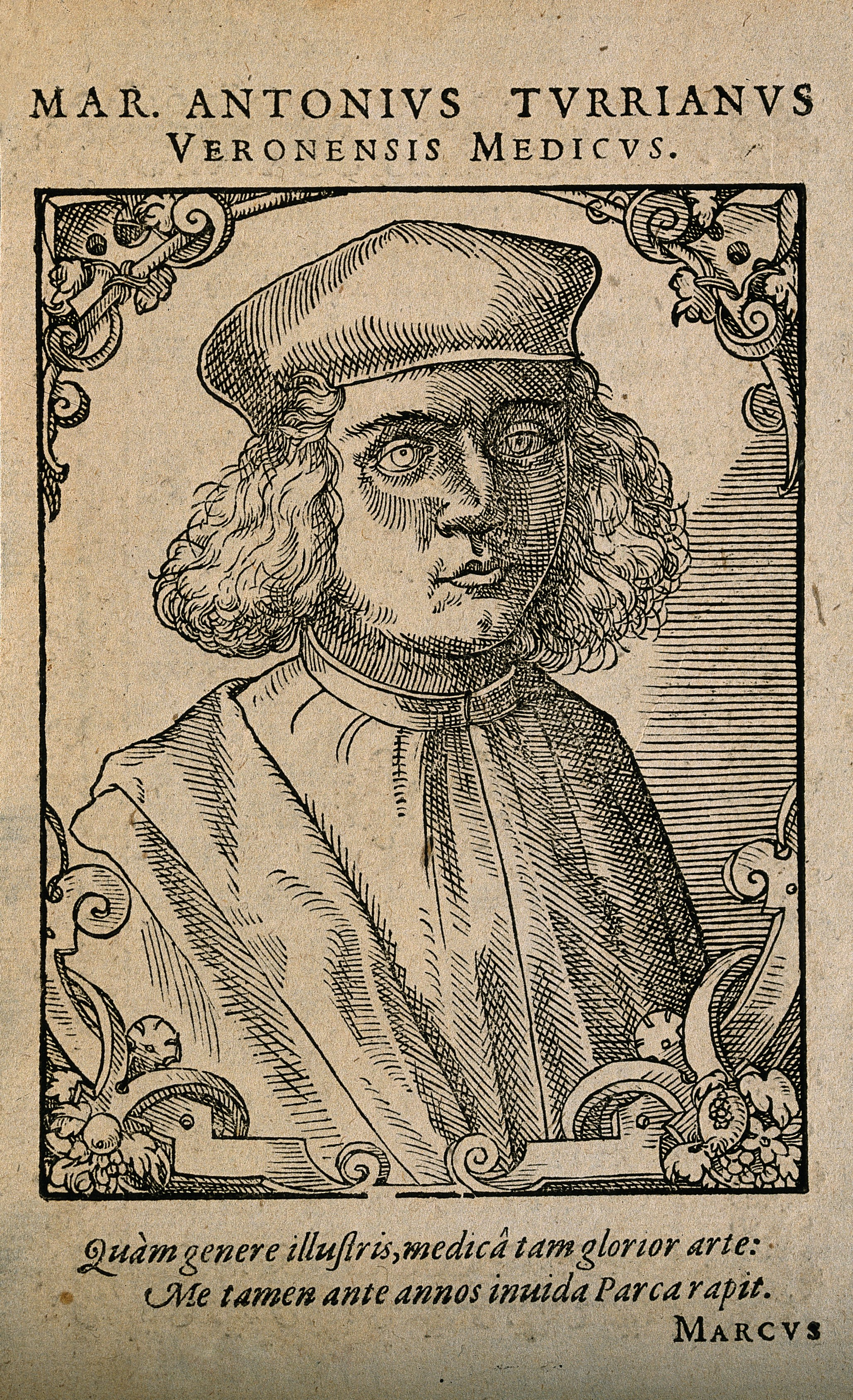
Representación gráfica de Marcantonio della Torre, de T. Stimmer, 1589.

Marcantonio della Torre (1481–1511) fue un profesor renacentista de anatomía que dio conferencias en la Universidad de Pavía y en la Universidad de Padua .  Amigo de Leonardo da Vinci. Según el historiador renacentista Giorgio Vasari en su libro Las vidas de los más excelentes pintores, escultores y arquitectos, Della Torre y Leonardo da Vinci estudiaron la anatomía humana mediante la disección de cadáveres.   
Tenían la intención de publicar un libro, pero esto no sucedió, ya que la vida de Della Torre fue interrumpida por una plaga en 1511.   
Para entonces Leonardo había realizado más de 750 dibujos anatómicos detallados con anotaciones.  Tanto Giorgio Vasari como Paolo Giovio afirman que Della Torre había escrito textos anatómicos, pero se sabe que ninguno sobrevivió hasta la Edad Moderna.